# Илай Стоун
„Илай Стоун“ (на английски: Eli Stone) е американски сериал, създаден от Грег Берланти и Марк Гугенхайм. Премиерата му е на 31 януари 2008 г., а финалът на първи сезон е на 17 април 2008 г. На 13 май 2008 г., ABC официално обявява подноняването на сериала за втори сезон през 2008 – 2009. На 20 ноември същата година е обявено, че сериалът ще бъде спрян след излъчването на останалите епизоди от втори сезон. Последният епизод е излъчен на 11 юли 2009 г.
 Внимание:  Текстът по-долу разкрива сюжета на произведението (или части от него)!
Илай Стоун е адвокат, страдащ от мозъчен аневризъм, който му причинява халюцинации, както се разбира от първи епизод. Акупунктуристът на Илай, д-р Чен, предполага, че халюцинациите му са всъщност видения от бъдещето. Тези видения често предсказват бъдещи случаи от практиката на Илай Стоун и събития, включително и предстоящо земетресение.

## „Илай Стоун“ в България
В България сериалът започва излъчване на 25 май 2008 г. по AXN от 22:45, а разписанието му е всяка неделя от 22:00 със субтитри на български. Втори сезон започва на 4 септември 2009 г., всеки петък от 23:00 и е озвучен. Дублажът е на студио Александра Аудио. Ролите се озвучават от артистите Милица Гладнишка, Елена Пеева, Стоян Алексиев и Явор Караиванов.